# Coniceromyia boliviana
Coniceromyia boliviana är en tvåvingeart som beskrevs av Borgmeier 1950. Coniceromyia boliviana ingår i släktet Coniceromyia och familjen puckelflugor.
Artens utbredningsområde är Bolivia. Inga underarter finns listade i Catalogue of Life.